# CRミスターマジック
CRミスターマジック（CR Mr.MAGIC）は、1995年10月にSANKYOが開発、発売したCR機パチンコ（第3種、いわゆる権利物）。パチスロ機のミスターマジック（サミー）と類似性があるもののタイアップなどの関連はない。

## 概要
- 玉がゲートセンサーを通過すると上部のチューリップが開き、入賞すると中央デジタルが始動する。「77」停止でランプ「1回」、「2回」、「ハズレ」が変動し、「1回」で通常大当たり、「2回」で確率変動、「ハズレ」ではずれとなる。

## スペック
- 『CRミスターマジック』（1995年10月）
  - 大当たり確率 設定1 1/151（確率変動中 1/15.1）、設定2 1/165（確率変動中 1/16.5）、設定3 1/179（確率変動中 1/17.9）※ 大当たり確率はメーカー発表値。
  - 大当たり図柄 デジタル「77」+「1回」または「2回」のランプで大当たり、「2回」ランプ時に確率変動（1/2、次回まで）。
  - 賞球数 5&15 大当たり16R10C